# Dnepr-Karpaten-Operation
1941: Białystok-Minsk – Dubno-Luzk-Riwne – Smolensk – Uman – Kiew – Odessa – Leningrader Blockade – Wjasma-Brjansk – Charkow – Rostow – Moskau – Tula

1942: Rschew – Charkow – Ljuban/Wolchow – Kertsch/Sewastopol – Fall Blau – Kaukasus – Stalingrad – Operation Mars

1943: Woronesch-Charkow – Operation Iskra – Nordkaukasus – Charkow – Kursk – Orjol – Donez-Mius – Donbass – Belgorod-Charkow – Smolensk – Dnepr – Kiew

1944: Dnepr-Karpaten – Leningrad-Nowgorod – Krim – Wyborg–Petrosawodsk – Operation Bagration – Lwiw-Sandomierz – Jassy–Kischinew – Belgrad – Petsamo-Kirkenes – Baltikum – Karpaten – Ungarn

1945: Kurland  – Weichsel-Oder – Ostpreußen – Westkarpaten – Niederschlesien – Ostpommern – Plattensee – Oberschlesien – Wien – Oder – Berlin – Prag
Die Dnepr-Karpaten-Operation war eine große Offensive der Roten Armee im Zweiten Weltkrieg, die vom 24. Dezember 1943 bis zum 17. April 1944 dauerte.

## Vorgeschichte

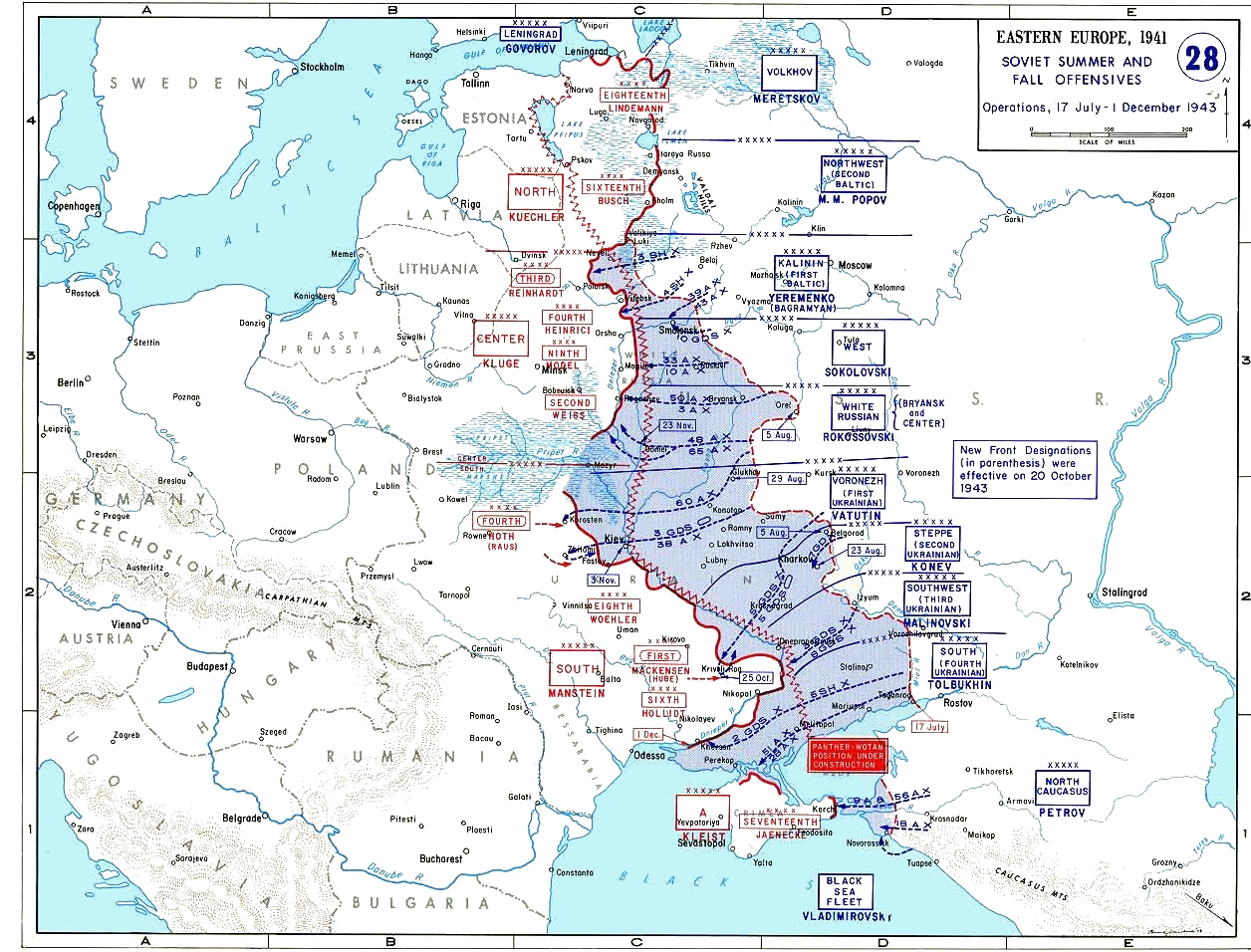
Lageentwicklung an der Ostfront von Juli bis Dezember 1943

Im südlichen Teil der Ostfront befand sich die Rote Armee seit dem Fehlschlag des deutschen Unternehmens Zitadelle im Juli 1943 ständig in der Offensive gegen die Wehrmacht, die mit ihren dezimierten und desorganisierten Truppen vergeblich versuchte, stabile Verteidigungslinien zu bilden. Innerhalb weniger Monate war die Rote Armee vom Donez und Mius zum Dnepr und zur Molotschna vorgestoßen und hatte das Donezbecken befreit. Die an diesen Flüssen im Bau befindliche Panther-Stellung konnte in der Schlacht am Dnepr an mehreren Stellen durchbrochen werden. Zwischen den Heeresgruppen Mitte und Süd hatte sich im Bereich der Pripjetsümpfe eine über 150 Kilometer breite Lücke (das „Wehrmachtsloch“) gebildet, in der sowjetische Partisanen beinahe ungehindert operieren konnten. Ende Oktober/Anfang November gelang es der 4. Ukrainischen Front im Süden, die Linien der deutschen 6. Armee zu durchbrechen und die Mündung des Dnepr bei Cherson zu erreichen, womit die Krim abgeschnitten war. Die 2. Ukrainische Front überschritt im November den Dnepr zwischen Tscherkassy und Dnepropetrowsk auf breiter Front und bedrohte die in einem spitz zulaufenden Frontvorsprung in der großen Dneprschleife stehenden deutschen Truppen mit der Abschneidung. Die 1. Ukrainische Front schlug zu dieser Zeit die Schlacht um Kiew gegen die deutsche 4. Panzerarmee, die mit der Befreiung der ukrainischen Hauptstadt endete. Ihr weiteres Vordringen nach Westen in Richtung Schitomir und Korosten konnte im Dezember nur mit Mühe aufgehalten werden.
Die Situation an der Ostfront wurde dadurch weiter kompliziert, dass sich die Heeresgruppe Mitte Ende 1943 ebenfalls ständigen sowjetischen Angriffen ausgesetzt sah und dass Hitler in seiner „Weisung Nr. 51“ vom 3. November 1943 eine weitere Schwächung der zur Abwehr einer alliierten Landung im Westen bereitgehaltenen Truppen ausgeschlossen hatte. Dies hatte zur Folge, dass die Heeresgruppen an der Ostfront mit den vorhandenen, stark abgekämpften Divisionen auskommen mussten und Frontlücken kaum noch geschlossen werden konnten. Zudem bestand Hitler immer wieder darauf, aussichtslose Positionen bis zuletzt zu verteidigen, Brückenköpfe an den Flussläufen zu halten und die Krim unter keinen Umständen aufzugeben. Notwendige Rückzüge wurden meist zu spät genehmigt, was zu nicht mehr zu ersetzenden Verlusten an Menschen und Ausrüstung führte.

## Verlauf

### Gesamtlage der Heeresgruppe Süd
Nach dem Verlust von Kiew an die 1. Ukrainische Front unter Armeegeneral Watutin stand die deutsche 4. Panzerarmee Ende Dezember mit dem rechten Flügel noch am Dnepr. Tscherkassy war erst am 14. Dezember durch das 73. Schützenkorps (Generalmajor Batizki) der 52. Armee befreit worden. Bei Kanew hielt das XXIV. Panzerkorps die Verbindung zum XXXXII. Armeekorps, dem linken Flügel der 8. Armee aufrecht. Von Kiew etwa 45 km den Dnjepr entlang abwärts, bog die Front scharf nach Westen auf Fastow ab, wo die Front vom VII. und XIII. Armeekorps bis in den Raum nördlich Schitomir gehalten wurde. Nördlich davon abgesetzt, mit Front nach Osten, war das LIX. Armeekorps im Raum Korosten konzentriert. Die 1. Panzerarmee und die 6. Armee standen gegenüber der 3. Ukrainischen Front noch immer weit nach Osten vorgelagert, am unteren Bogen des Dnepr und hielten Brückenköpfe bei Kriwoi Rog und Nikopol. Nach dem Verlust der Nogaischen Steppe waren auch die Truppen der 4. Ukrainischen Front auf breiter Font zum unteren Dnepr aufgeschlossen, der dort befehlenden Heeresgruppe A war dadurch die Landverbindung mit der noch auf der Halbinsel Krim haltenden 17. Armee verloren gegangen.

### Schitomir-Berditschewer Operation (24. Dezember 1943 – 14. Januar 1944)

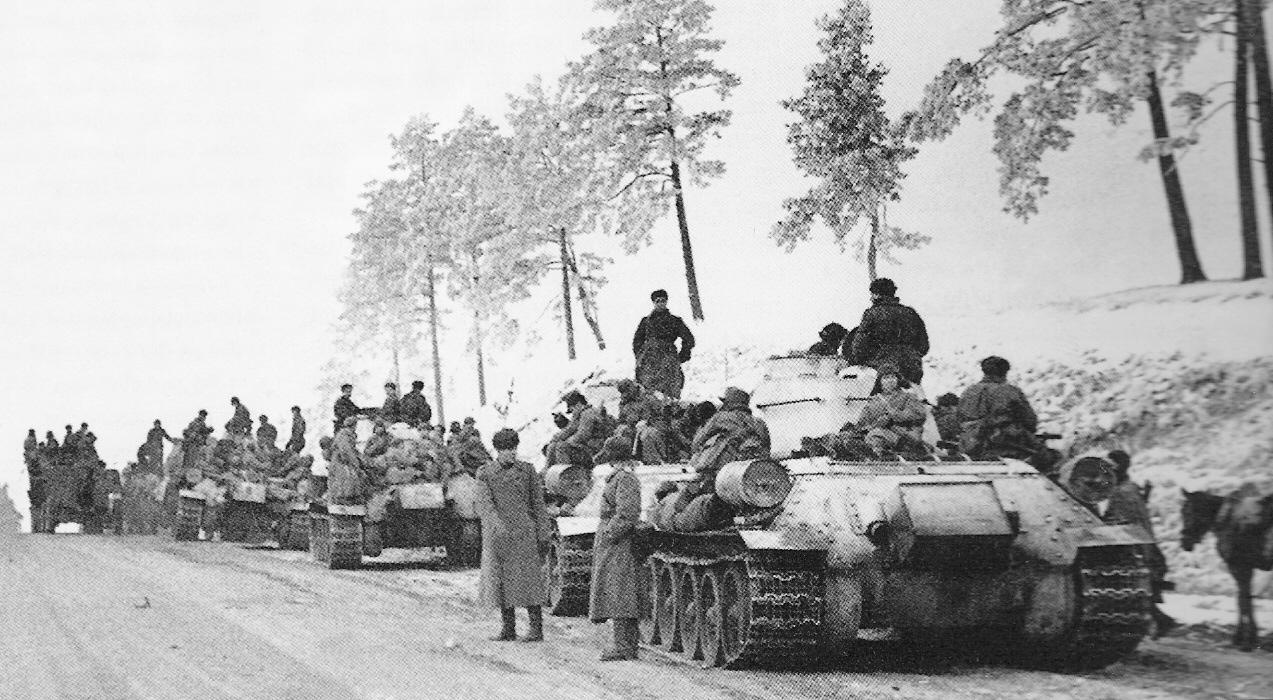
Sowjetische Panzerkolonne im Vorgehen auf Schitomir

Die sowjetische Großoffensive wurde am 24. Dezember 1943 durch die 1. Ukrainische Front im Westen und Südwesten von Kiew aus dem großen Brückenkopf am rechten Ufer des Dnepr zwischen Radomyschl und Brusiłów eingeleitet. Gleich in der Anfangsphase kamen 831.000 Mann zum Einsatz, wobei die personellen Verluste innerhalb von drei Wochen 100.018 Mann betrugen, davon 23.163 Tote und Vermisste. Es standen 1.125 Panzer und Selbstfahrlafetten, 11.387 Artilleriegeschütze und Granatwerfer sowie 529 Kampfflugzeuge bereit. Die sowjetische Übermacht war derart gewaltig, dass die deutschen Verteidiger kaum etwas entgegensetzen konnten. Im Einzelnen führten den Angriff nach Nordwesten auf Korosten die 13. und 60. Armee, die 1. Gardearmee und die 18. Armee stieß in westlicher Richtung auf Schitomir, die 27., 38. und 40. Armee operierte nach Süden, während die 1. Panzer- und die 3. Gardepanzerarmee erst am zweiten Tag der Offensive in der Hauptstoßrichtung eingeführt wurden.
Am 25. Dezember gelang den Sowjets der operative Durchbruch, die 1. Gardearmee (Gretschko) und die 1. Panzerarmee (Katukow) brachen mit 14 Schützendivisionen, vier Panzer- und einem mechanischen Korps unterhalb der Straße Schitomir-Kiew in südwestlicher Richtung auf Berditschew und Kasatin durch. Die strategische Bedrohung am linken Flügel der Heeresgruppe Süd war stärker als je zuvor. Beim Glücken des sowjetischen Angriffplanes drohte die Abschneidung aller deutschen Truppenteile zwischen Dnjepr und Dnjestr. Nach einem drohenden Ausfall der verbündeten Rumänen wäre auch die Versorgung der Heeresgruppe A unmöglich zu bewerkstelligen gewesen. Die Eisenbahnstrecken Lublin-Kowel-Schepetowka-Berditschew-Kasatin und etwa fünfzig Meilen weiter südlich, die etwa parallel verlaufende Strecke Lemberg-Tarnopol-Proskurow-Schmerinka waren bedroht. Watutin erweiterte den Angriff auch im Norden bis in den Raum nördlich von Schitomir.
Bis zum 26. Dezember glaubte der Befehlshaber der Heeresgruppe Süd, Generalfeldmarschall von Manstein noch daran, durch Gegenangriffe des XXXXVIII. Panzerkorps, den sowjetischen Durchbruch in Richtung Berditschew und Kasatin stoppen zu können. General der Panzertruppen Raus, der Oberbefehlshaber der 4. Panzerarmee, trat dafür ein, den sowjetischen Stoß im Norden zum Pripjet vorerst zu ignorieren und zuerst die sowjetischen Angriffsspitzen nach Fastow aufzuhalten. Am 27. Dezember wollte Manstein seine Truppen zurückziehen; dies wurde von Hitler abgelehnt. Die 60. Armee unter General Tschernjachowski war bei Radomyschl durchgebrochen und wurde nördlich von Korostyschew durch deutsche Gegenangriffe festgehalten. Die 8. und 19. Panzer-Division sowie 2. SS-Panzer-Division „Das Reich“ versuchten vom 27. bis zum 31. Dezember den Durchbruch auf Schitomir zu verhindern. Derweil riss die sowjetische 1. Gardearmee im Zusammenwirken mit der 18. Armee (General Lesselidse) eine 30 Kilometer breite Lücke im Abschnitt zum westlich haltenden XIII. Armeekorps auf. Die Sowjets befreiten am 28. Dezember Kasatin, Korosten fiel am 29. Dezember an die 13. Armee und Schitomir am 31. Dezember. Bis zum 30. Dezember erweiterten die Sowjets den Durchbruch auf 300 km Breite und 100 km Tiefe und konnten die neue Linie Rowno-Schepetowka-Schmerinka-Winniza-Hristinowka-Uman erreichen. Eine zweite Lücke zwischen dem VII. und XXXXII. Armeekorps war aufgerissen. Am 3. Januar 1944 befreiten die Sowjets Nowograd-Wolynski, am 4. Januar Belaja Zerkow und am 5. Januar Berditschew.
Anfang Januar 1944 war an der am nördlichen Abschnitt klaffenden Lücke zur Heeresgruppe Mitte das schwache LIX. Armeekorps bis an die ehemalige polnische Grenze beiderseits Nowograd-Wolynski zurückgedrängt worden. Von Schepetowka nordwärts bis zum Pripjet klaffte eine weitere Lücke beim dort eingesetzten XIII. Armeekorps, das bei der verlustreichen Abwehr auf die Stärke einer schwachen Division zusammengeschmolzen war. Manstein flog zu einer direkten Aussprache in Hitlers Hauptquartier in Berchtesgaden, konnte aber seine Vorschläge auf gründliche Änderung der Kriegsführung nicht durchsetzen. Der Umgruppierung der 1. Panzerarmee mit drei Panzerdivisionen vom südlichen Abschnitt der Heeresgruppe Süd nach Schitomir wurde aber stattgegeben. Die Krise der Heeresgruppe Süd wurde noch katastrophaler, als die Sowjets auch am unteren Dneprbogen (Nikopol und Kriwoi Rog) zum Angriff übergingen.

### Kirowograder Operation (5.–16. Januar 1944)

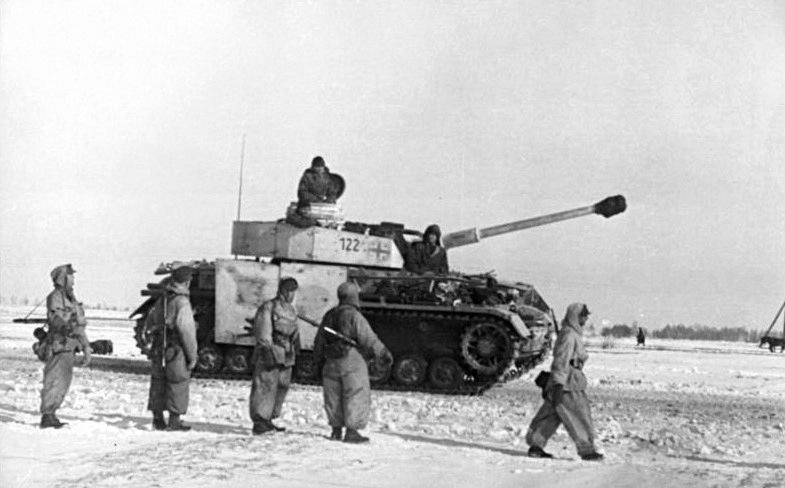
Panzer IV und Infanterie im Januar 1944

Die 2. Ukrainische Front unter Iwan Konew sollte die deutsche 8. Armee im Raum Kirowograd angreifen. Insgesamt verfügte die sowjetische Front über 59 Schützen- und 3 Kavallerie-Divisionen mit 550.000. Mann, 265 Panzer und 127 Selbstfahrlafetten, 7.136 Geschütze und 777 Flak sowie 500 Kampfflugzeuge. Unterstützt wurde sie von einem Kavallerie- und drei mechanischen Korps sowie zwei Panzerkorps.
Am 5. Januar 1944 begann die Offensive gegen das deutsche III. und XXXXVII. Panzerkorps. Auf dem rechten Flügel unterstützten die sowjetische 52. Armee (Generalleutnant K. A Korotejew) und die 4. Garde-Armee (General Ryschow) die Operation. Gegen das nördliche Vorfeld der Stadt wurde im Abschnitt der 53. Armee (Generalleutnant I. V. Galanin) das 5. Garde-Kavalleriekorps eingesetzt. Vom Nordwesten her, stieß das 7. mechanische Korps (Generalmajor Fjodor G. Katkow) im Verband der 5. Gardearmee unter Generalleutnant Schadow frontal gegen die Stadt vor. Im Süden erfolgte zusätzlich der Hauptstoß durch die 5. Garde-Panzerarmee, welche im Abschnitt der 7. Garde-Armee (General Schumilow) eingeführt wurde. Die 53. und 5. Gardearmee, die aus dem Gebiet südwestlich von Znamenka angriffen, konnten bereits am Abend des ersten Tages zwischen 4 und 24 km tief in die deutschen Linien eindringen. Die Front der 2. Fallschirmjäger-Division und der 10. Panzergrenadier-Division wurde durchbrochen und deren Reste mit der 14. Panzerdivision und der 376. Infanterie-Division nördlich von Kirowograd abgedrängt und eingeschlossen. Im Süden entwickelte sich der Angriff der 7. Gardearmee langsamer, erst nach dem Einführen des 18. und 29. Panzerkorps wurde der Durchbruch beim deutschen LII. Armeekorps erzwungen. Die Eingreifreserven der deutschen 11. und 13. Panzerdivision stoppten die sowjetischen Panzerspitzen durch Gegenangriffe.
Bis zum 7. Januar wurde Kirowograd vom Norden, Süden und Westen umgangen und die Rückzugswege für die deutsche Truppen wurden abgeschnitten. Am Morgen des nächsten Tages wurde die Stadt von drei sowjetischen Armeen im Zusammenwirken mit dem 29. Panzerkorps (Generalmajor I. F. Kiritschenko) nach erbitterten Kämpfen eingenommen. Das 18. Panzerkorps stieß derweil über Fedorowka weiter westlich nach Nowo-Pawlowka durch. Mit den Panzern drangen Teile der 297. Schützendivision (Oberst A. I. Kowtun-Stankewitsch) und die 50. Schützendivision (Generalmajor N. F. Lebedenko) in die Stadt ein. In den folgenden Tagen mussten die deutschen Truppen weiter zurückweichen.
Deutsche Gegenschläge der Panzer-Grenadier-Division Großdeutschland und die 3. und 11. Panzer-Division konnten den Vorstoß der Roten Armee am 10. Januar endlich stoppen und konnten westlich der Stadt die Front stabilisieren. Zum Ende der Operation am 16. Januar verlief die Front auf der Linie östlich von Smela, westlich von Kirowograd und nördlich von Nowgorodka. Die Rote Armee war rund 40–50 km vorgestoßen und hatte die Voraussetzungen für den Kessel bei Tscherkassy geschaffen.

### Korsun-Schewtschenkowsker Operation: (24. Januar bis 17. Februar 1944)

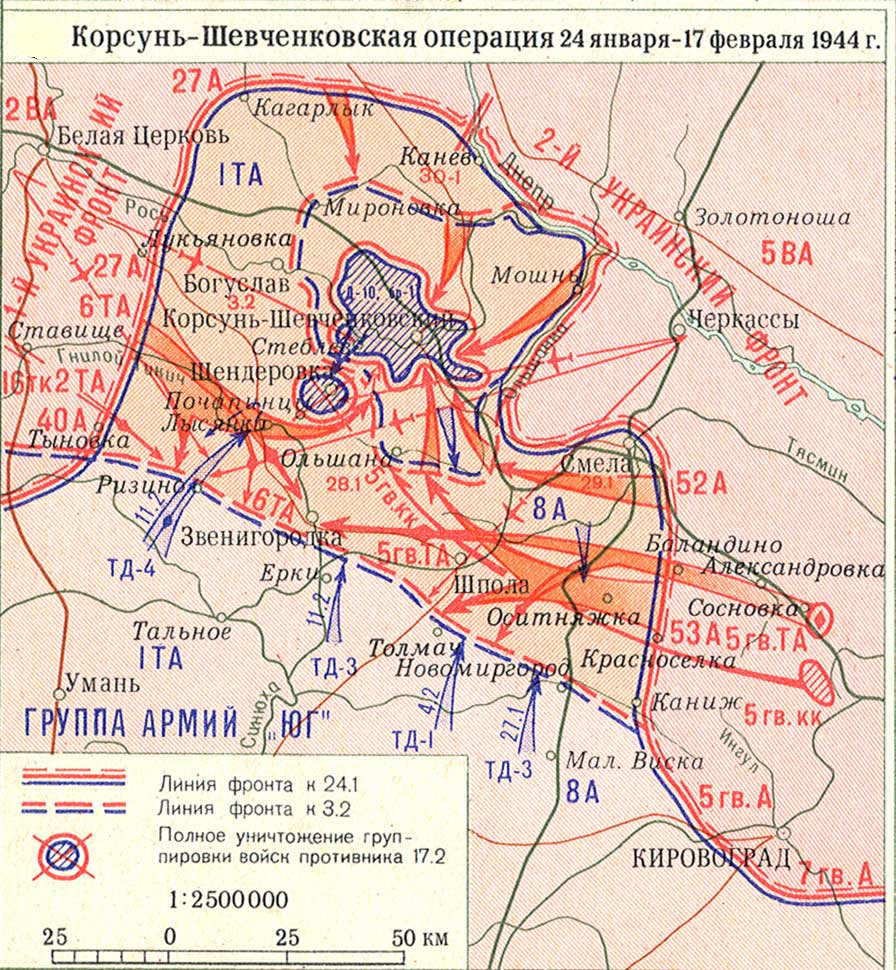
Kessel von Korsun (sowjetische Karte)

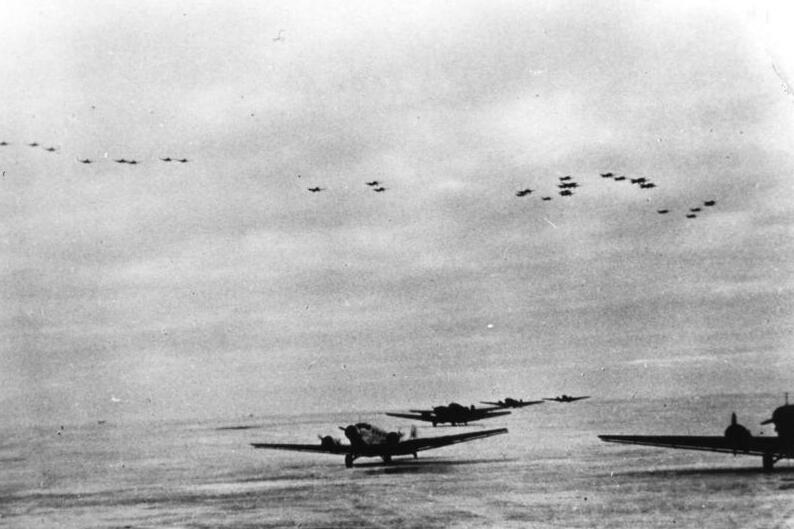
Deutscher Feldflugplatz bei Korsun (Januar 1944)

Der linke Flügel der 1. Ukrainische Front unter Armeegeneral Nikolai Fjodorowitsch Watutin und die Masse der 2. Ukrainischen Front unter Generaloberst Iwan Stepanowitsch Konew stellten zusammen etwa 336.000 Soldaten (in der ersten Angriffsphase befanden sich nach sowjetischen Quellen etwa 255.000 Mann im Kampf) bereit, dazu ein Mechanisiertes Korps und vier Panzerkorps mit etwa 600 Panzer und Selbstfahrlafetten, 5.300 Geschütze und Granatwerfer sowie 772. Flugzeuge unterstützen den Doppelangriff. Ihnen gegenüber stand die deutsche 8. Armee unter General der Infanterie Otto Wöhler. Sie bestand aus 14 Divisionen (davon drei Panzer-Divisionen und eine motorisierte Brigade) mit etwa 170.000 Soldaten, 2.600 Geschütze und 310 Panzer, darunter die die 5. SS-Panzer-Division „Wiking“ und die 5. SS-Freiwilligen-Sturmbrigade „Wallonien“.

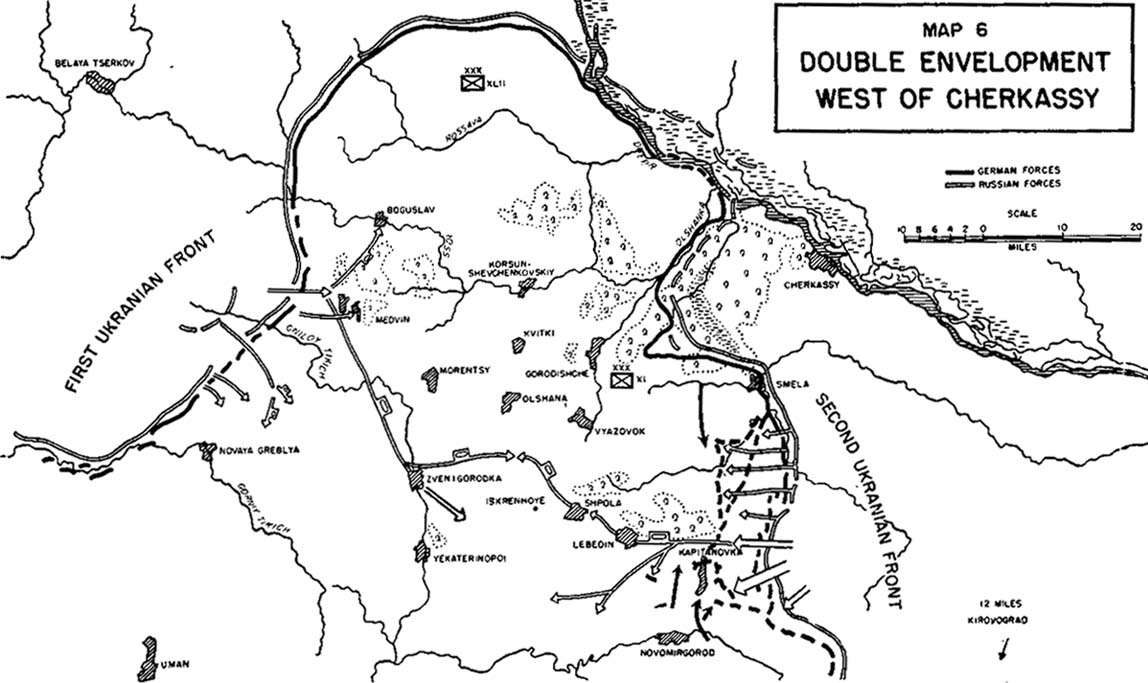
Angriff der sowjetischen Fronten

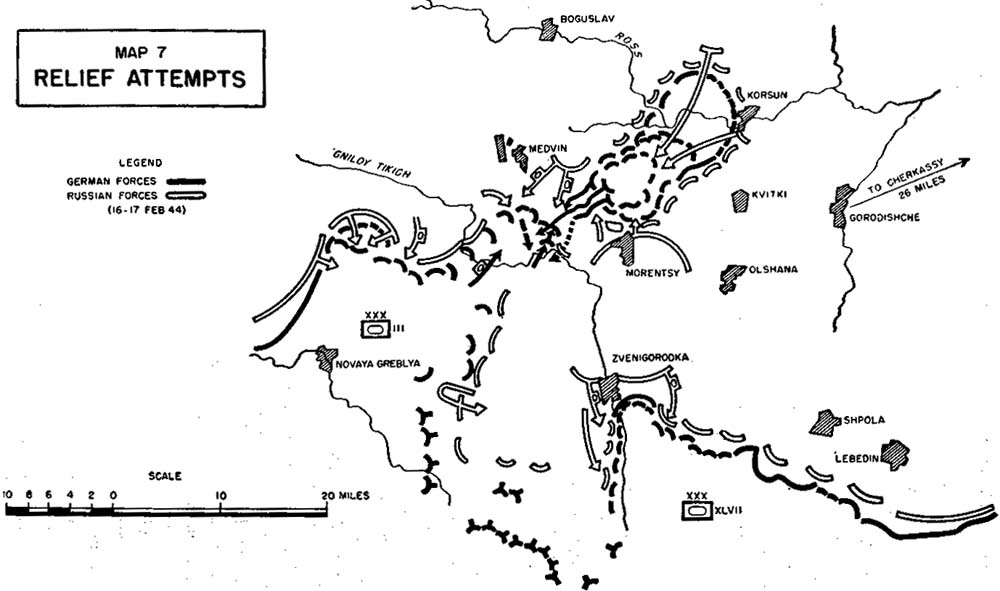
Deutscher Entsatzangriff und der Ausbruch Richtung Südwest

Am 24. Januar 1944 griff die 2. Ukrainische Front mit der 4. Gardearmee und der 5. Gardepanzerarmee aus dem Osten in Richtung auf Schpola an, der Angriff der 1. Ukrainische Front vom Westen her erfolgte am 26. Januar mit der 6. Panzerarmee (General Krawtschenko) in südwestlicher Richtung auf Swenigorodka. Vor dem Angriff der 6. Panzerarmee musste die 27. und 40. Armee die Front durchbrechen. Die 4. Garde- und 53. Armee erhielten im Osten die gleiche Aufgabe, dann wurde die 5. Garde-Panzerarmee eingeführt. Die sowjetische 52. Armee sicherte an der nördlichen Flanke des sowjetischen Angriffskeiles, nach dem Durchbruch der Truppen des Generals Korotejew wurde das 5. Garde-Kavalleriekorps (General Seliwanow) zum Nachstoßen eingesetzt. Die deutsche 389. Infanterie-Division wurde bei diesem Angriff großteils zerschlagen, deren Reste von der am Tjasmyn-Abschnitt bei Smela haltenden 72. Infanterie-Division aufgenommen. Auch im Westen gelang den sowjetischen Truppen bei Bojarka der Durchbruch, die beiderseits des Gniloi Tikisch eingesetzte deutsche 198. Infanterie-Division wurde geschlagen und das deutsche VII. Armeekorps nach Südwesten abgedrängt. Die deutsche 88. Infanterie-Division wurde nach Osten auf Boguslaw zurückgeworfen, Medwin und Bojarka fielen am 26. Januar in sowjetische Hände.
Ab 27. Januar begannen von Süden her, erste ungenügend angesetzte Gegenangriffe des III. (General Breith) und XXXXVII. Panzerkorps (General Vormann) gegen die Flanke der Roten Armee, um den Durchbruch aufzuhalten. Vor Beginn der sowjetischen Offensive waren die 11. und 14. Panzerdivision aus dem Kampfraum abgezogen worden und südlicher in den Raum von Nowomirgorod verlegt worden.
Am Morgen des 28. Januar erfolgte die Vereinigung der sowjetischen Angriffskeile: Die Vorhut der 6. Panzerarmee, die 233. Panzerbrigade des 5. mechanisierten Korps (Generalleutnant M. W. Wolkow) traf nördlich von Swenigorodka auf Einheiten des 20. Panzerkorps (Generalleutnant Laszarew) der 5. Garde-Panzerarmee. Es gelang etwa sechs deutsche Divisionen (XI. und XXXXII. A.K.) in einem Kessel westlich von Tscherkassy im Raum um Korsun und Boguslaw einzuschließen. Nach sowjetischen Angaben befanden sich 80.000 Soldaten im Kessel, nach deutschen Angaben waren es 56.000 Mann.

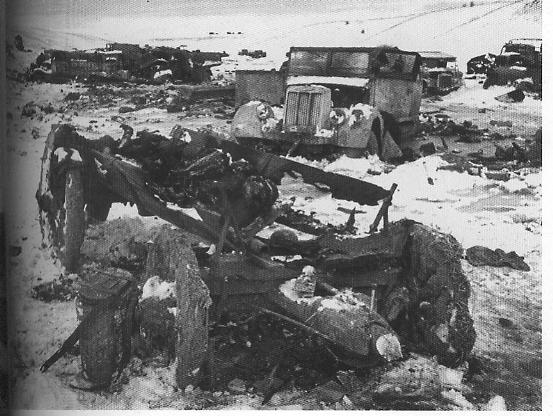
Zerstörte deutsche Fahrzeuge nach dem versuchten Ausbruch aus dem Kessel von Korsun

Anfang Februar war im Süden des Kessel die neue Front der 1. Panzerarmee und 8. Armee mit zehn Divisionen entstanden, darunter die 3., 17., 11. und 13. Panzerdivision, die 34., 198., 167., 320. und 376. Infanterie-Division sowie 4 Sturmgeschütz-Brigaden. Zwischen dem 4. und 10. Februar waren auch die 1. und 16. Panzerdivision, die 1. SS-Panzerdivision, die 106. Infanteriedivision sowie 4 Panzerbataillone und 3 Sturmgeschütz-Brigaden eingetroffen. Vom Brückenkopf Nikopol war auch die kampfkräftige 24. Panzerdivision am 29. Januar in Nowo Ukrainka eingetroffen. General der Artillerie Wilhelm Stemmermann, Kommandierender General des XI. Armeekorps erhielt das Kommando über die Anfang Februar zwischen Schenderowka und Korsun zusammengedrängten Truppen.
In den folgenden Tagen konnten die sowjetischen Truppen alle deutschen Angriffe abwehren und ihrerseits den Kessel immer weiter zusammendrücken. Ab 6. Februar griff im Westen auch die 2. Panzerarmee an der Seite der Panzerarmee Krawtschenko in die Schlacht ein. Dennoch lehnte Stemmermann am 8. Februar den sowjetischen Aufruf zur Kapitulation ab. Diesem waren intensive Appelle des Nationalkomitees Freies Deutschland und des Bundes Deutscher Offiziere an die eingeschlossenen Truppen und ihre Führer vorangegangen, die aber weitgehend wirkungslos blieben.
Am 11. Februar begann der deutsche Entsatzangriff mit bis zu acht Divisionen (darunter die 1., 16. und 17. Panzer-Division) auf Lyssjanka; auf Befehl Hitlers sollte allerdings nur eine Verbindung zum Kessel hergestellt werden, während dieser selbst vollständig zu halten war. Als sich abzeichnete, dass sich der deutsche Angriff wenige Kilometer vor dem Kessel festlaufen würde, befahl Manstein am 15. Februar ohne vorherige Verständigung mit Hitler den Ausbruch. Die eingeschlossenen Divisionen wurden nach Südwesten umgruppiert um bei Lyssjanka über den Gniloi Tikisch auszubrechen. Südöstlich von Chilki und nördlich des Dorfes Komarowka wurde die Korps-Abteilung B, 72. Infanterie-Division und SS Wiking zum Angriff bestimmt. Die Nachhut bildete östlich von Schenderowka die 88. Infanterie-Division, 57. Infanterie-Division und die 5. SS-Freiwilligen-Sturmbrigade „Wallonien“.
Nach deutschen Angaben gelang 40.000 Soldaten der Ausbruch, 19.000 Soldaten starben oder blieben im Kessel zurück, wo sie in Gefangenschaft gerieten. Nach sowjetischen Angaben wurden hingegen 55.000 deutsche Soldaten im Kessel getötet und 18.000 gerieten in Gefangenschaft; während der ganzen Operation waren es demnach nach sowjetischen Angaben 82.000 Tote und 20.000 Gefangene. Insgesamt mussten die sechs eingeschlossenen deutschen Divisionen große Verluste hinnehmen und bei ihrem Ausbruch das gesamte schwere Kriegsgerät zurückgelassen.
Iwan Konew wurde für seine Verdienste in dieser Schlacht zum Marschall der Sowjetunion ernannt.

### Rowno-Luzker Operation (27. Januar bis 11. Februar 1944)

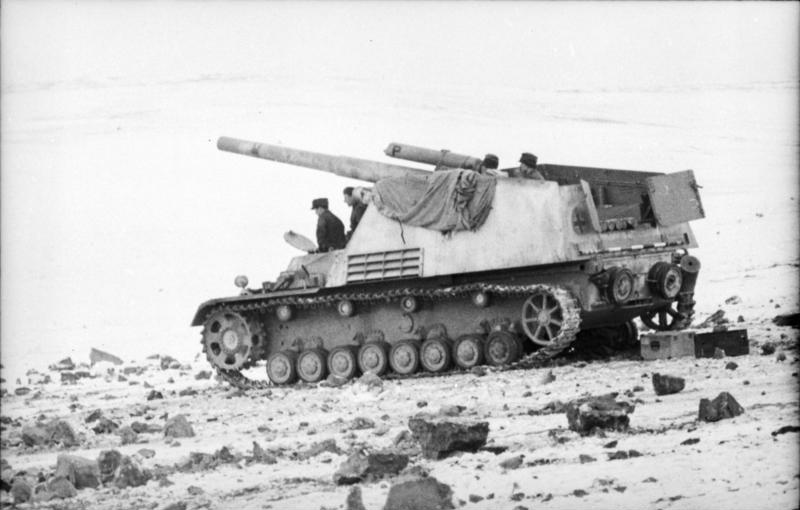
Panzerhaubitze Hummel auf einem Feld in Russland

Nach der Schitomir-Berditschewer Operation sollte die rechte Flanke der 1. Ukrainischen Front unter Nikolai Watutin gegen sechs Infanterie- und vier Panzer-Divisionen der 4. Panzerarmee unter General Raus vorrücken. Die deutsche Verteidigung gegenüber der sowjetischen 13. und 60. Armee war schwach, weil eine Offensive in dieser Gegend mit zahlreichen Wäldern und Sümpfen und in schlechten Wetterverhältnissen (Schlammwetter und Hochwasser) unmöglich schien. Das deutsche LIX. Armeekorps (291. und 96. Infanteriedivision) hatte nach Rückzug aus dem Raum Korosten am 3. Januar auch den Straßenknoten Nowograd Wolynski räumen müssen, so dass den Sowjets jetzt zwei Hauptstraßen offen standen, eine nach Westen auf Rowno, die andere nach Südwesten, nach Schepetowka. Die deutsche Verteidigung am Goryn-Abschnitt und im Raum Rowno war dem XIII. Armeekorps übertragen worden, welches aus der 208. und 340. Infanterie-Division, der Korps-Abteilung C (Kampfgruppen 183., 217. und 339. Inf.Div.) und der 454. Sicherungs-Division gebildet war. Im Raum Ljubar bis Starokonstantinow war das XXXXVIII. Panzerkorps mit der 2. SS-Division, der 371. Infanterie- sowie der 8. und 19. Panzerdivision konzentriert. Die 7. Panzerdivision fungierte als Reserve der 4. Panzerarmee im Raum Dubno.
Die Hauptrolle des sowjetischen Angriffes wurde der 13. Armee unter Generalleutnant Puchow zugewiesen, zusammen 8 Schützen- und 6 Kavallerie-Divisionen. Den Hauptschlag sollte das 76. Schützenkorps aus dem Raum Sarny nach Westen führen, das 1. und 6. Garde-Kavalleriekorps hatten eine weitreichende Umfassung durchzuführen und die Städte Luzk und Rowno vom Nordwesten her zu erobern. Auf der rechten Flanke der 13. Armee hatte das 77. Schützenkorps die Aufgabe mit der 397. Schützendivision auf Stolin vorzurücken, während die 143. Schützendivision zusammen mit den 76. Schützenkorps den Goryn-Abschnitt überschreiten sollte. Die südlich davon angreifende 60. Armee (General Tschernjachowski) verfügte über zusammen 9 Schützendivisionen, dazu kamen das 4. Garde- und 25. Panzerkorps (unter Generalmajor F. G. Anikuschkin). Das am rechten Flügel eingesetzte 23. Schützenkorps sollte Ostrog einnehmen. Der linke Flügel der 60. Armee (15. und 30. Schützenkorps, 4. Garde- und 25. Panzer-Korps) hatte die im Raum Ljubar liegenden deutschen Truppen, samt den dort festgestellten starken Panzerkräften, zu binden.
Am 27. Januar begann die Offensive. Sowjetische Kavallerie drang schnell 40–50 km in die gegnerische Verteidigung ein und rückte fast unauffällig ins deutsche Hinterland vor. Mit Hilfe von Partisanen passierten die Reiter die fast unzugänglichen Waldwege und Sümpfe und erreichten im Raum Rawalowka den Styr-Abschnitt. Das 1. Garde-Kavalleriekorps unter Generalleutnant Baranow wurde in den Bezirk Rafalowka und Czartorijsk von der nachgezogenen 143. Schützendivision freigemacht. Etwas später wurde auch die 181. Schützendivision dem nachgezogenen 77. Infanteriekorps unterstellt, um die erreichte Styr-Linie zwischen Czartorijsk und Kolki zu sichern.
Das 6. Garde-Kavallerie-Korps unter Generalleutnant Sokolow hatte die Aufgabe, südwestlich in Richtung auf Klewan durchzubrechen und Rowno von Nordwesten her anzugreifen. Auf der linken Flanke der 13. Armee bei Tutschin überquerte das 24. Schützenkorps (Generalleutnant Kirjuchin) erfolgreich den Goryn-Abschnitt, drang 4 bis 6 Kilometer tief vor, um von Südosten her in Rowno einzudringen. Der 287. Schützendivision (Generalmajor Josif N. Pankratow) gelang noch am ersten Tag der Offensive die Befreiung der Stadt Ostrog. Teile der 226. Schützen-Division (Oberst W. J. Petrenko) befreiten Slawuta.
Am 2. Februar musste das deutsche XIII. Armeekorps Rowno vor dem 6. Garde-Kavallerie-Korps räumen, die 6. Garde-Schützendivision war zusätzlich aus dem Osten und die 112. Schützendivision vom Süden her, in die Stadt eingedrungen. Am gleichen Tag befreite das 1. Garde-Kavalleriekorps zusammen mit Einheiten des 76. Schützenkorps die Stadt Luzk. Am 3. Februar nahm die 13. Armee den wichtigen Eisenbahn-Knotenpunkt Sdolbunow ein, und am 11. Februar wurde Schepetowka von Truppen der 60. Armee befreit. Ab dem 9. Februar begannen schwere Kämpfe um Dubno, die sowjetische Führung hatte dazu das 25. Panzerkorps herangeführt, die Stadt wurde aber noch bis zum 17. März von den deutschen Truppen behauptet. Die sowjetischen Truppen fügten der Wehrmacht eine schwere Niederlage zu und schufen die Voraussetzungen für den Angriff ins Hinterland der Heeresgruppe Süd und für den Angriff auf Kowel.
Am 25. Februar wurde Armeegeneral Watutin bei einem Überfall der Ukrainischen Aufständischen Armee (UPA) schwer verwundet, daraufhin übernahm Schukow die Führung der 1. Ukrainischen Front.

### Nikopol-Kriwoi Roger Operation (30. Januar bis 29. Februar 1944)

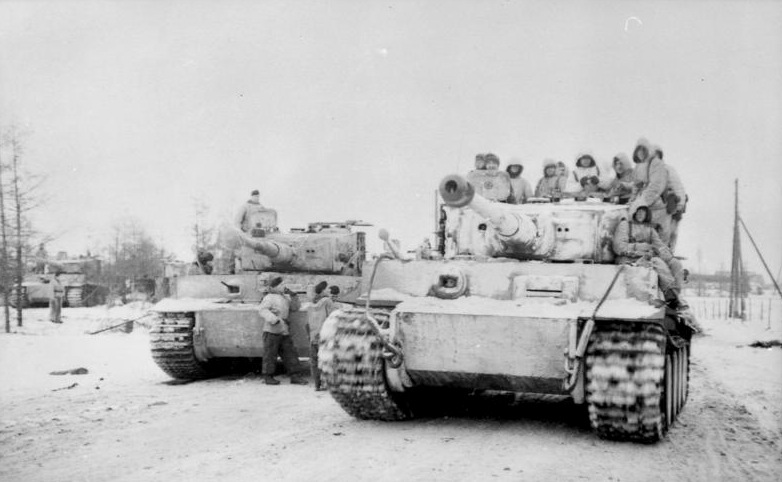
Tiger-Panzer und Infanterie

Die 6. Armee der Heeresgruppe A hatte 540.000 Mann, 2416 Geschütze und Mörser, 327 Panzer und 700 Flugzeuge. Zwei sowjetische Fronten (die 3. Ukrainische unter Rodion Malinowski und die 4. Ukrainische unter Fjodor Tolbuchin) hatten 705.000 Mann, 7796 Geschütze und Mörser, 238 Panzer und 1333 Flugzeuge. Das deutsche IV., XVII. und XXIX. Armeekorps befand sich noch in einem östlichen Frontvorsprung an der Dnjepr-Linie.
Um die Wehrmacht von der Richtung eines Hauptangriffes aus dem Raum 40 Kilometer nordwestlich von Saporischschja abzulenken, begann am 30. Januar von Süden her durch die 5. Stoßarmee eine neue Offensive gegen den Nikopoler Brückenkopf. Um diesen Stoß aufzuhalten, wurden zwei deutsche Panzerdivisionen dorthin verlegt, ein Umstand der bald dem sowjetischen Hauptangriff nützte. Nachdem der Fehler erkannt wurde, wurden die 9. Panzer-Division zurückverlegt, doch der sowjetische Hauptstoß hatte derweil die Verbindung zu dem bei Kriwoi Rog stehenden XXX. Armeekorps abgeschnitten. Am 5. Februar befreite die sowjetische 46. Armee (General Glagolew) die Kleinstadt Apostolowo, rechts von ihr spaltete die 8. Gardearmee (General Tschuikow) die 6. Armee in zwei Teile. General Hollidt befahl daraufhin seinen abgeschnittenen Armeeteilen den Rückzug. Die 4. Ukrainische Front, die am 31. Januar eine Offensive begann, eroberte mit der 3. Gardearmee (General Leljuschenko) den Nikopoler Brückenkopf und befreite am 8. Februar zusammen mit Teilen der 6. Armee der 3. Ukrainischen Front die am nördlichen Dnjepr-Ufer liegende Stadt Nikopol. Am 11. Februar begann ein Gegenschlag des XXXX. Panzerkorps in Richtung auf Apostolowo, um den noch offenen Korridor entlang des rechten Dneprufers für die zurückweichenden deutsche Truppen zu halten. Die sowjetischen Truppen wurden zwar verlangsamt, aber die zurückgehenden Einheiten der Wehrmacht erlitten hohe Verluste. Am 17. Februar setzte die 3. Ukrainische Front ihre Offensive fort, die sowjetische 37. und 46. Armee befreiten am 22. Februar Kriwoi Rog und erreichte zum 29. Februar den Fluss Ingulez.
Die Rote Armee zerschlug zwölf deutsche Divisionen (darunter drei Panzer-Divisionen und eine motorisierte) und eroberte die Mangan- und Eisenerzvorkommen.

### Proskurow-Czernowitzer Operation (4. März bis 17. April 1944)

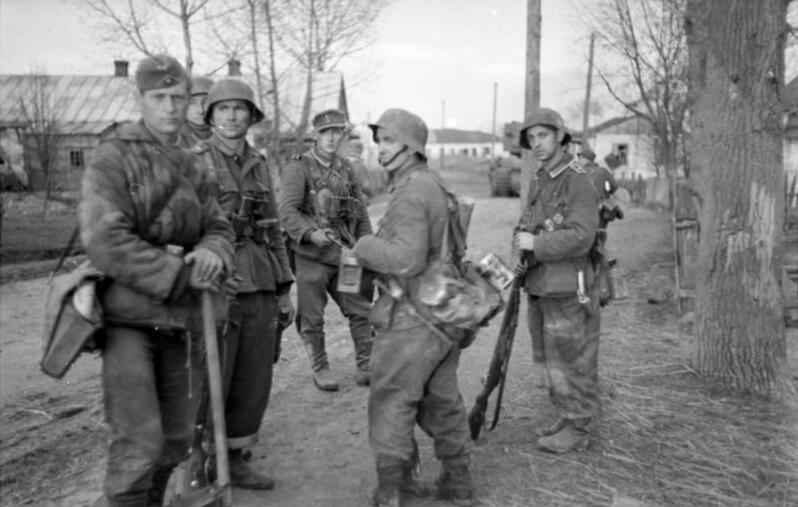
Gruppe deutscher Soldaten in einem Dorf im März 1944

Nachdem Marschall Watutin Ende Februar bei den Kämpfen tödlich verwundet wurde, übernahm Marschall Schukow auf Anweisung der Stawka den Oberbefehl der 1. Ukrainischen Front, welche über 56 Schützen-Divisionen, 6 Kavallerie-Divisionen, 7 Panzer- und 3 mechanisierte Korps verfügte und aus etwa 800.000 Mann, 11.900 Geschütze, 1.400 Panzer und 477 Flugzeuge bestand.
Am 4. März begann die 1. Ukrainische Front eine neue Offensive gegen die deutsche Heeresgruppe Süd (ab 1. April umbenannt in Heeresgruppe Nordukraine) unter Erich von Manstein (ab 31. März unter Walter Model). Zum 7.–10. März erreichte die Rote Armee die Linie Ternopol–Proskurow und unterbrach die wichtigste Versorgungslinie im Süden der deutschen Ostfront – die Eisenbahnlinie Lemberg–Odessa. Die Wehrmacht führte hier einige Gegenschläge durch und setzte dabei neun Panzer- und sechs Infanterie-Divisionen ein. Die STAWKA stoppte ihre Truppen, um die Gegenangriffe abzuwehren. Zum 21. März befreiten sowjetische Truppen Proskurow, Winniza und Schmerinka und warfen die deutschen Truppen nach Kamenez-Podolski zurück. Die 13. Armee erreichte die Zugänge nach Brody.
Am 21. März wurde die Offensive in die Hauptrichtung fortgeführt, wobei zum ersten Mal während des Krieges drei sowjetische Panzerarmeen eingesetzt wurden. Am 23. März wurde Czortków befreit, am 24. März überquerten die sowjetischen Truppen den Dnestr und betraten zum ersten Mal ausländischen Boden (Rumänien), am 29. März überquerten sie den Pruth und besetzten am gleichen Tag Czernowitz. Am 26. März befreite die sowjetische 4. Panzerarmee Kamenez-Podolski. Nördlich dieser Stadt wurde die deutsche 1. Panzerarmee eingeschlossen (Kessel von Kamenez-Podolski). Entgegen allen Erwartungen wendete sich die Armee als „wandernder Kessel“ westwärts. Bei Buczacz in Galizien wurde der Kessel am 7. April von außen aufgebrochen und die Armee wieder in die Abwehrfront eingegliedert. Es waren deutsche Verbände, die südöstlich von Lemberg einen Gegenstoß durchführten. Das OKW verlegte dazu Truppen aus Frankreich (II. SS-Panzerkorps), dem Reich, Jugoslawien und Ungarn (die 1. ungarische Armee). Am 17. April, nach dem Stillstand der deutschen Gegenangriffe, schlossen auch die sowjetischen Truppen die Operation ab. Während des Ausbruchs der deutschen 1. Panzerarmee wurden 399 sowjetische Panzer und Sturmgeschütze sowie 280 Geschütze zerstört. Die Verluste der deutschen Truppen beliefen sich auf 2311 Gefallene, 3567 Vermisste und 8364 Verwundete.
Die Rote Armee stieß bei dieser Operation 80–350 km nach Westen und Süden vor, erreichte die Karpaten und zerschnitt somit die deutsche Ostfront in zwei Teile. Die Heeresgruppe Süd, inzwischen Heeresgruppe Nordukraine, erlitt ungeachtet der gelungenen Befreiung der 1. Panzerarmee insgesamt eine schwere Niederlage (20 Divisionen verloren zum Teil mehr als die Hälfte ihres Bestandes).

### Uman-Botoșaner Operation (5. März bis 17. April 1944)
Die 2. Ukrainische Front unter Marschall Iwan Konew begann gleichzeitig zur westlicher laufenden Proskurow-Czernowitzer Operation einen Angriff gegen die deutsche 8. Armee unter General der Infanterie Otto Wöhler. Konews Truppen zählten 691.000 Mann, 8.890 Geschütze und Granatwerfer(einschließlich 836 Flak), 670 Panzer und Selbstfahrlafetten sowie 551 Flugzeuge. Marschall Konews Absicht war es die neue Offensive mit vier Armeen (27., 40., 52., und 4. Gardearmee) und drei Panzerarmeen (5. Garde-, 2. und 6. Panzerarmee) im Raum Uman auf Gaissin durchzubrechen. Daneben war auch das 5. Garde-Kavalleriekorps, das 7. und 8. mechanisierte Korps verfügbar. Der Südliche Bug sollte dabei überwunden und der Dnjestr erreicht werden. Als Nebenangriff war geplant, den linken Flügel der Front mit der 53. Armee, sowie die 5. und 7. Gardearmee über Nowo-Ukrainka von Norden und Süden vorgehen zu lassen.
Am 5. März begann die Offensive. Am Abend des zweiten Angriffstages war die deutsche Verteidigung auf 60 km Breite durchbrochen und die vorgehenden Formationen bis 25 km Tiefe vorgedrungen. Am 7. März überquerten sowjetische Truppen den Fluss Gorni Tikitsch. Erst am 8. März begannen Truppen der 5. und 7. Gardearmee (General Schumilow) ihre Offensive aus dem Raum südwestlich von Kirowograd und konnten im Kampf mit dem deutschen LII. Armeekorps vorerst auf 12 km Breite bis zu 7 km Tiefe vordringen.
Am Abend des 10. März brach das 29. Panzerkorps der 5. Garde-Panzerarmee (General Rotmistrow) den Widerstand des deutschen VII. Armeekorps und drang in den südöstlichen Stadtrand von Uman ein. Am selben Tag eroberten die Truppen der 2. Panzerarmee (General Bogdanow) in Zusammenwirken mit dem 5. Garde-Panzerarmee und der 52. Armee (Generalleutnant Korotejew) die Stadt Uman vollständig, wobei fast 350 Geschütze vernichtet oder erbeutet werden konnten.
Die am rechten Flügel der 2. Ukrainischen Front anschließende 38. Armee der 1. Ukrainischen Front gelang es am 15. März den Südlichen Bug bei Winniza zu überschreiten und südlich davon einen Brückenkopf anzulegen. Dieser Erfolg erleichterte der südlicher vorgehenden 40. Armee das parallel dazu angestrebte Vordringen über den Fluss. Sowjetische Truppen überquerten infolge den Südlichen Bug auf breiter Front. In der Nacht des 19. März überquerte die Vorhut der 6. Panzerarmee (General Krawtschenko) in der Gegend von Serebrja bereits den Dnestr, wo es der 4. Gardearmee (General Ryschow) am 17. März gelang, einen Brückenkopf bei Jampol zu errichten. Mogilow-Podolski wurde am 19. März durch Einheiten des 35. Schützenkorps (Generalmajor Viktor G. Sholudew) der 27. Armee im Zusammenwirken mit dem 5. Panzerkorps (Generalleutnant Wolkow) der 6. Panzerarmee befreit.
Am 17. März konnten Teile der 5. Gardearmee und die 16. mechanisierte Brigade des 7. mechanisierte Korps Nowo-Ukrainka befreien. Nach drei Tagen schwerer Kämpfe drangen Teilen des 32. Garde-Schützenkorps (Generalleutnant A. I. Rodimtzev) in Perwomaisk ein und errichteten einen Brückenkopf am westlichen Bug-Ufer.
Erfolgreich entwickelte sich nördlich davon auch die Offensive der 53. Armee (Generalleutnant I.M. Managarow), Teile der 25. und 94. Garde-Schützendivision überschritten den Kodyma-Abschnitt und befreiten am 29. März die Stadt Balta. Am gleichen Tag hatten die Armeen des linken Flügels der 2. Ukrainischen Front (53., 5. und 7. Garde-Armee) den Befehl erhalten, die Dnjestr-Übergänge bei Rybniza und Dubăsari zu besetzen und weiter direkt auf Bender vorzudringen. Angriffstruppen der 6. Panzerarmee drangen währenddessen über Mogilow-Podolski am südlichen Dnjestr-Ufer weiter nach Westen bis Chotyn vor und versperrten der deutschen Korpsgruppe Gollnick der 1. Panzerarmee erfolgreich den Rückzugsweg nach Süden über den Dnjestr.
Infolge dieser Offensive die gleichzeitig mit der Proskurow-Czernowitzer Operation der 1. Ukrainischen Front durchführt wurde, konnte die deutsche 8. Armee erfolgreich von der 1. Panzerarmee getrennt werden.
In der Nacht zum 28. März überquerten Teile der 2. Ukrainischen Front (40. und 27. Armee, 7. Gardearmee) den Pruth auf breiter Front. Bis zum 17. April erreichten sowjetische Truppen nach dem Sereth-Übergang die Ostkarpaten, die 40. Armee eroberte Botoșani und die 52. Armee erlangte am Pruth die Zugänge zu Jassy und Kischinew. Die Rote Armee stieß 200–250 km vor, zerschlug die 8. Armee sowie Teile der 1. Panzerarmee (10 Divisionen verloren 50–75 % ihrer Männer und fast das gesamte schwere Kriegsgerät).
Nach sowjetischen Angaben fielen 62.000 Mann der Achsenmächte und weitere 18.763 wurden gefangen genommen. Die sowjetischen Truppen verloren 266.000 Mann (66.000 davon Tote, Vermisste und Gefangene).

### Beresnegowatoje-Snigirjower Operation (6. bis 18. März 1944)

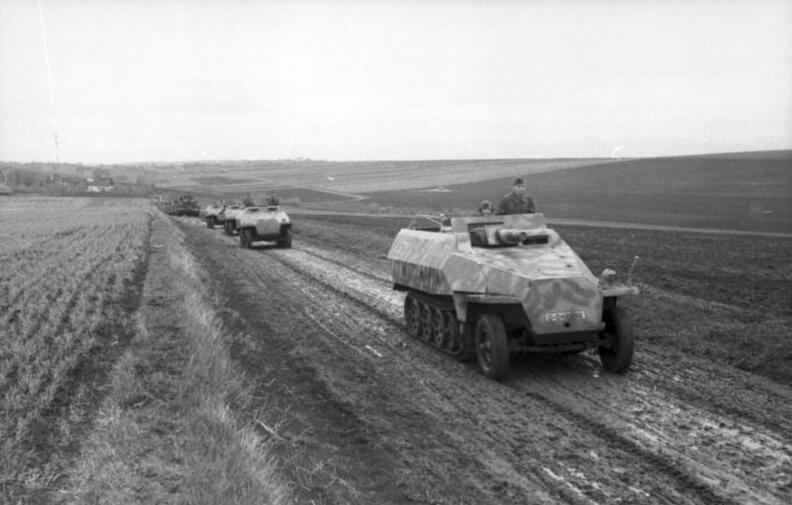
Deutsche Schützenpanzer in Fahrt im Frühjahr 1944

Die 3. Ukrainische Front unter Rodion Malinowski hatte gegen die 6. Armee und die rumänische 3. Armee der Heeresgruppe A unter Ewald von Kleist vorzugehen.
Am 6. März begann die Offensive gegen den Abschnitt des deutschen XXX. Armeekorps. Im Verband der sowjetischen 8. Gardearmee (General Tschuikow) wurde die Mechanische Kavalleriegruppe des Generalleutnant Plijew mit dem 4. Garde mechanischen Korps (100 Panzer und 23 Selbstfahrlafetten) und dem 4. Garde-Kavallerie-Korps eingeführt, welche den Hauptstoß über Nowy Bug in den Rücken der deutschen Verteidigung vortrug. Nördlich davon operierte im Verband der sowjetischen 46. Armee (Generalleutnant Glagolew) das 23. Panzerkorps (102 Panzer und 16 Selbstfahrlafetten) unter General Puschkin. Das deutsche LVII. Panzerkorps und das XXIX. Armeekorps konnte den sowjetischen Druck am Fluss Ingulez nicht lange standhalten. Sechs Tage lang konnte die 3. Gebirgsdivision im Raum Gorodowatka feindliche Angriffe abweisen. Ein Stoß der sowjetischen 46. Armee brach in die Front der 16. Panzergrenadier-Division ein. Die zur Hilfe eilende 24. Panzerdivision wurde ebenfalls nach Westen abgedrängt. Bei diesen schweren Kämpfen wurden auch die Reste der 23. Panzerdivision und 15. Infanterie-Division zerschlagen.
Bis zum 12. März erreichten sowjetische Truppen den Raum südlich von Snigirjowka und schnitten dadurch die Rückzugswege der deutschen 6. Armee nach Westen ab. Zugleich wurden die deutsche Truppen von Osten und Südosten heftig angegriffen. Etwa 13 Divisionen des deutschen XXIX., XVII., LII., IV. und XXXXIV. Armeekorps sahen sich im Raum westlich von Beresnegowatoe–Snigirjowka zwischen Ingulez und Ingul abgeschnitten. Während von Osten der sowjetische Druck durch die 8. Gardearmee, die 6. Armee und 5. Stoßarmee aufrecht blieb, konnte im Westen die Kavalleriegruppe Plijew ihre Linien nicht vollständig verstärken. Generaloberst Hollidt befahl der Masse seiner 6. Armee rechtzeitig den Ausbruch nach Westen. Die Masse rettete sich hinter den Fluss Südlicher Bug in Richtung auf Nikolajew, der Großteil der Artillerie und wichtiges Kriegsmaterial ging verloren.
Auch der rechte Flügel der 3. Ukrainischen Front hatte erfolgreich operiert. Am 12. März wurde der Bahnknotenpunkt Dolinskaja und am 16. März Bobrinez besetzt. Am 16.–18. März erreichten sowjetische Truppen die Zugänge nach Nikolajew, überquerten den Südlichen Bug und bildeten Brückenköpfe. Das 31. Garde-Schützenkorps ging westlich von Nowaja Odessa über den Fluss, das nachgezogene 27. Schützenkorps ging erst am 26. März bei Beloussowka auf das westliche Ufer. Die Rote Armee stieß auf der 200 km breiten Front bis zu 140 km vor, zerschlug acht deutsche Divisionen (diese verloren 50 % ihres Personals und fast die gesamte Technik) und erreichten günstige Positionen für die folgende Odessaer Operation.

### Odessaer Operation (26. März bis 14. April 1944)

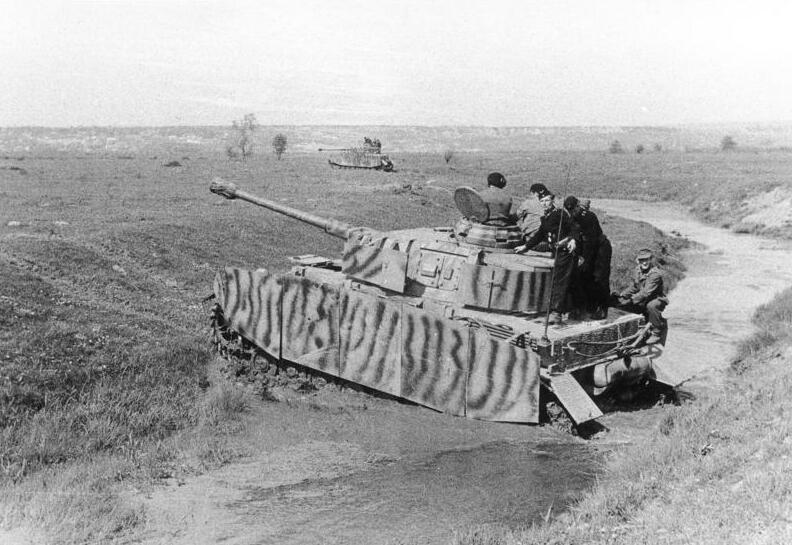
Panzer IV beim Durchqueren eines Bachs in der Ukraine

Die 3. Ukrainische Front unter Malinowski verfügte Ende März über 57 Schützen- und 3 Kavallerie-Divisionen, dazu mehrere Panzer- und mechanisierte Korps – zusammen etwa 470.000 Menschen, 12.678 Geschütze und Granatwerfer, 435 Panzer und Selbstfahrlafetten sowie 436 Kampfflugzeuge. Die Front sollte zusammen mit der Schwarzmeerflotte zwei deutsche Armeen der Heeresgruppe A (6. Armee und rumänische 3. Armee) zerschlagen und die Stadt Odessa zurückerobern. Die Heeresgruppe A wurde ab dem 1. April 1944 in Heeresgruppe Südukraine umbenannt, neuer Befehlshaber wurde Generaloberst Schörner.
Die 3. Ukrainische Front begann in der Nacht zum 27. März 1944, die Brückenköpfe am Fluss Südlicher Bug zu erweitern. Die mechanische Kavallerie Gruppe des General Issa Plijew (4. Garde-Kavalleriekorps und 4. Garde-mechanisches Korps) ging zunächst im Verband der 46. Armee zusammen mit dem 23. Panzerkorps (ab 12. März unter Generalmajor A. O. Achmanow) im Raum nordöstlich von Odessa vor. Vom 20. bis 23. März verteidigte die deutsche 15. Infanterie-Division noch einen östlichen Bug-Brückenkopf bei Wosnessensk. Die Truppen der 57. und 37. Armee konnten den feindlichen Widerstand am rechten Ufer des Südlichen Bugs schnell überwinden und den eigenen 45 km breiten Brückenkopf bis 28. März auf 4 bis 25 km Tiefe erweitern. Darauf wurde beschlossen die Gruppe Plijew sofort bei der 57. und 37. Armee in der Nähe von Alexsandrowka zu konzentrieren und den Fluss bei Wosnessensk zu überqueren.
Gleichzeitig kämpften sich die Truppen der 6. Armee (General Schljomin), der 5. Stoßarmee und der 28. Armee (Generalleutnant A. A. Gretschkin) nach Nikolajew vor. Am Abend des 28. März konnte die 61. Garde-Schützendivision (Generalmajor L. N. Losanowitsch) und die 243. Schützen-Division (Oberst M. I. Togolew) unter schweren feindlichen Feuer den Ingul überqueren und vom Norden her in Nikolajew eindringen.
Zur gleichen Zeit überquerte auch die 5. Stoßarmee (General Zwetajew) mit der 130. Schützen-Division (Oberst K. V. Sychew) den Fluss Ingul und drang zusammen mit anderen Divisionen der Armee vom Osten her in die Stadt ein, vom Süden rückten auch Teile der 28. Armee vor. Im Hafen der Stadt wurde vorher zusätzlich ein 67 Mann starkes Marinekommando unter Oberleutnant K. F. Olshansky abgesetzt, welche bei der Befreiung unterstützte. Die deutsche 5. Luftwaffen-Felddivision, die 302. und 304. Infanterie-Division wurden unter schweren Verlusten am Westufer des Bug zurückgeworfen. Am 28. März war Nikolajew vollständig von den sowjetischen Truppen befreit.
Die deutsche 6. Armee und die rumänische 3. Armee zogen sich auf den Dnjestr zurück, um nicht abgeschnitten zu werden. Bei diesen Rückzugskämpfen wurde das deutsche XXIX. Armeekorps im Raum zwischen Ponjatowka und Bakalowo durch den Durchbruch der sowjetischen 37. Armee auf Rasdelnaja kurzfristig eingekesselt. Unter Führung der Gruppe Wittmann (3. Gebirgsdivision) gelang der deutschen 258., 294., 17. und 302. Infanterie-Division (General Bleyer, von Eichstädt, Brückner und von Bogen) der Ausbruch über den Kutschurgan-Abschnitt zum Dnjestr.
Am 30. März wurde Otschakow durch Landungskräfte der Schwarzmeer-Flotte und Teilen der 5. Stoßarmee befreit und der sowjetische Angriff auf Odessa begann. Der Dnister-Liman wurde erreicht und die Odessaer Besatzung begann zu flüchten, um der Einkesselung zu entgehen, und wurde dabei von der Schwarzmeerflotte angegriffen. Die 8. Gardearmee unter Generaloberst Tschuikow umging Odessa von Nordwesten. Am 9. April drang die 6. Armee und 5. Stoßarmee vom Norden her nach Odessa ein und befreite zusammen mit Partisanen die Stadt. Bis zum Morgen des 10. April 1944 drangen die 86. Garde-, die 248, 320. und die 416. Schützen-Division in Odessa ein. Der Rückzug der rumänischen 14. und 21. Division und der deutschen 370. Infanterie-Division erfolgte nach Akkermann und weiter zum Pruth.
Das 57. Schützenkorps (Generalmajor Ostaschenko) der 37. Armee und das 82. Schützenkorps (Generalmajor Pawel G. Kusnezow) befreiten im Kampf mit dem XXXXIV. Armeekorps am 12. April Tiraspol und eroberten am 14. einen Brückenkopf am westlichen Dnjestr-Ufer.
Die Rote Armee zerschlug die deutsche 6. Armee und die rumänische 3. Armee und befreite die Oblast Nikolajew, die Oblast Odessa und besetzte große Teile Moldawiens.

## Folgen und Verluste
Die Heeresgruppe Süd wurde wegen neuer Lokalitäten am 1. April in Heeresgruppe Nordukraine umbenannt, der Generalfeldmarschall von Manstein war bereits ab 31. März auf Weisung Hitlers durch Generaloberst Walter Model abgelöst worden. Die Rote Armee stieß auf der 1300 bis 1400 km breiten Front etwa 250 bis 450 km nach Westen vor, betrat nach dem Übergang über den Dnestr mit Rumänien zum ersten Mal ausländischen Boden und hatte mit etwa 1.110.000 Soldaten (270.000 Tote), 7.500 Geschützen, 4.700 Panzern und 700 Flugzeugen beinahe so hohe Verluste an Menschen wie in der Schlacht am Dnepr. 34 Divisionen und 4 Brigaden der Wehrmacht wurden vom Westen nach Osten verlegt. Zehn Divisionen und eine Brigade der Wehrmacht wurden vollständig vernichtet, weitere sechzig, darunter 12 Panzer- und 3 motorisierte Divisionen, verloren 50 % ihrer Personalstärke, weitere zehn Divisionen verloren 70 % und fünf wurden wegen hoher Verluste aufgelöst. Die deutschen Verluste betrugen insgesamt 500.000 Mann.